# バテン・カイトス I&II HD Remaster
『バテン・カイトス I&II HD Remaster』（バテン・カイトス ワンアンドツー エイチディーリマスター、Baten Kaitos I&II HD Remaster）は、2023年9月14日にバンダイナムコエンターテインメントより発売されたNintendo Switch用ゲームソフト。公称ジャンル名は「君とはじめて出会うRPG。」。

## 概要
過去にモノリスソフト、トライクレッシェンドらが開発し、ナムコ（現在のバンダイナムコエンターテインメント）がニンテンドー ゲームキューブ用ソフトとして2003年に発売した『バテン・カイトス 終わらない翼と失われた海（以下：バテン1）』、同社開発、任天堂が2006年に発売した『バテン・カイトスII 始まりの翼と神々の嗣子（以下：バテン2）』の2タイトルの背景グラフィックや3DモデルなどをHD化し収録。
パッケージ版早期購入特典・ダウンロード版予約特典として、当時の設定資料や最新ビジュアルを収録したデジタルアートブックが付属。
開発担当はロジカルビート。
本作ではグラフィックのHD化のみではなく、オリジナル版にはないゲームを快適に進行するための新機能の追加、UIの刷新などが行われ、画面のアスペクト比が4:3から16:9に変更されている。
キャッチコピーは「すべての命は、いつか海へと還る。 君とはじめて出会うRPG。」。本キャッチコピーはバテン1と同様のものが採用されている。

## 経緯
バンダイナムコエンターテインメントは本作のリマスターの開発に対し、ユーザーからの要望に応える形で実現したと語っている。
また、任天堂やモノリスソフト等の当時制作に携わった関係者の協力の元、本作は開発された。
バテン1、バテン2でディレクションやマップデザインなどを務めた本根康之は、新規イラストの監修、ゲーム内変更箇所における世界観監修などを担当している。

## ゲームシステム
基本的にオリジナル版の要素を継承しているが、ゲームを快適に進行するための新機能が搭載されている。
調整機能
好みの設定を「マイセット」として保存。常時切り替えが可能となっている。
- エンカウントキャンセル：敵とのエンカウントを無効化
- インスタントKO：敵を一撃でKO
- ゲームスピード：100％、200％、300％の3段階で調整可能
- バトルスピード： 100％、200％、300％の3段階で調整可能
- バトルリザルト簡易表示：バトルのターン終了後に表示されるリザルト画面を簡易化
- オートバトル：オートでバトルが進行

オートセーブ
ゲームの進行情報が自動的に保存される
ヘルプ
システムメニュー内で用語やゲームの進め方を確認できる機能
「NEW GAME＋」モード
クリア後に獲得したマグナス、レベル、ランクを引き継いでゲームを最初から開始できるモード
「NEW GAME－」モード
クリア後、制限されたレベルの中で、手ごたえのある戦闘や難易度を楽しむことができるモード

## CM
2023年7月よりTVCMが放送開始され、バテン1の主人公であるカラスのキャラクターボイスを務めた鳥海浩輔が新たにナレーションを担当している。
また、同CMはnamco秋葉原店のビジョンにて2023年8月7日まで放映された。